# Zilia Dandolo
Zilia Dandolo († 13. Oktober 1566 in Venedig), in älteren Publikationen auch Cecilia Dandolo, war vom Zeitpunkt der Wahl ihres Ehemanns, des Dogen Lorenzo Priuli, nämlich vom 14. Juni 1556 bis zu dessen Tod am 16. August 1559, drei Jahre und zwei Monate Dogaressa der Republik Venedig. Das Paar war seit 1526 verheiratet und hatte vier Kinder. Der Einzug der Dogaressa und ihre Krönung im September 1557 blieben als die aufwändigsten Zeremonien dieser Art im Gedächtnis, zumal sie sich an monarchischen Traditionen orientierte, was in Venedig auf Misstrauen stieß. Bezeichnenderweise erhielt sie den Titel einer Fürstin (Prinicipessa). Im Gegensatz zu anderen Dogaresse erwartete man von ihr nicht, dass sie als Witwe ins Kloster ging, sondern stattete sie mit einem eigenen Hofstaat aus.

## Leben
Zilia Dandolo war eine Tochter des einflussreichen Patriziers Marco Dandolo, ihr Bruder war der Prokurator Matteo. Der Familienzweig (ramo) der Dandolo von San Moisè galt als besonders vermögend.
Mit ihrem Ehemann hatte sie einen Sohn namens Giovanni, der wiederum Isabella Giustinian ehelichte, und damit den Fortbestand der Familie in der männlichen Linie sicherte. Von ihren drei Töchtern ging Adriana ins Kloster, die anderen beiden wurden strategisch mit Männern einflussreicher Familien verheiratet, wie es im venezianischen Patriziat üblich war. Chiara heiratete Pietro Cappello, Paola ehelichte Antonio Morosini. Ihr Testament machte Zilia Dandolo bereits unter dem 24. August 1555.

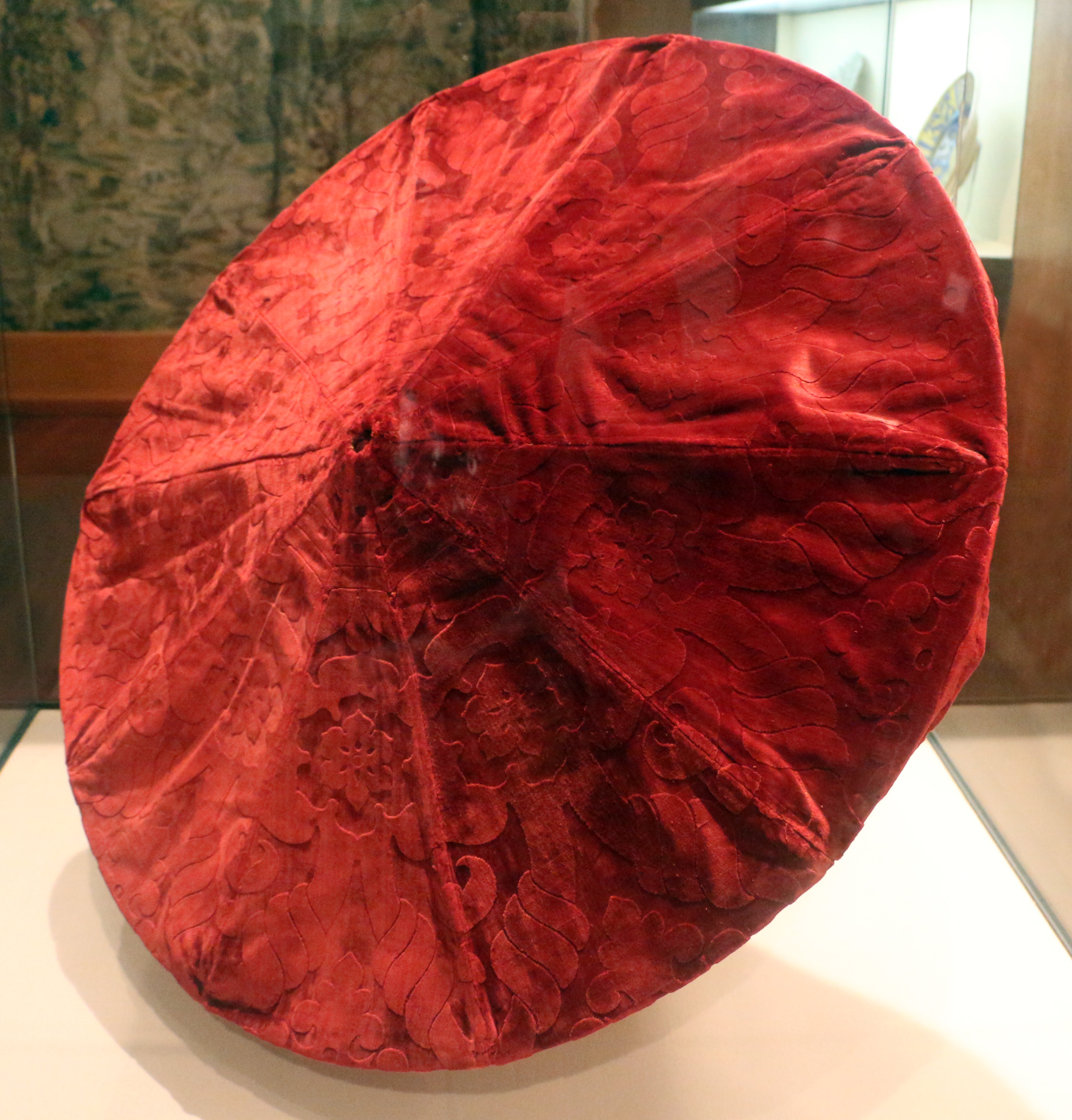
Sonnenschirm aus rotem Samt, Venedig, 16. Jahrhundert, Museu Calouste Gulbenkian

Nach der Wahl ihres Mannes zum Dogen erhielt sie zunächst keinen feierlichen Einzug, denn die Pest traf die Stadt abermals. Erst im September 1557 endete die Epidemie. Nun erhielt sie nachholend und voller Erleichterung über das Ende der Pest, einen Einzug der besonders aufwändig gestaltet wurde, und eine Krönung. Dieses allzu monarchische Element weckte besonders das Misstrauen der Patrizier Venedigs, die seit mehr als einem halben Jahrtausend versuchten, die Macht der Dogen einzuhegen. Eine solche Krönung war zudem seit derjenigen von Taddea Michiel im Jahr 1478 nicht mehr vorgekommen (sie wurde 1645 ganz abgeschafft).
Der Staatsakt des Einzuges in den Herrschaftssitz ihres Mannes, den Dogenpalast, fand am 19. September 1557 statt. Der Aufwand, der dabei getrieben wurde, wurde vielfach misstrauisch beäugt, daher musste er eine besondere, venezianische Form haben. Vorbild war dabei der feierliche Einzug der Bona Sforza, die zugleich Königin von Polen war. Bei dieser Festivität war das Dogenpaar, aber auch Zilias Bruder Matteo anwesend. Dabei verliehen sie dem Einzug bewusst etwas Venezianisches, indem sie den Patriziern, vor allem aber den Gilden und Zünften, den Scuole, eine zentrale Rolle im Zeremoniell zuwiesen und damit die auswärtigen Potentaten und ihre zahlreichen Vertreter an den Rand drängten.

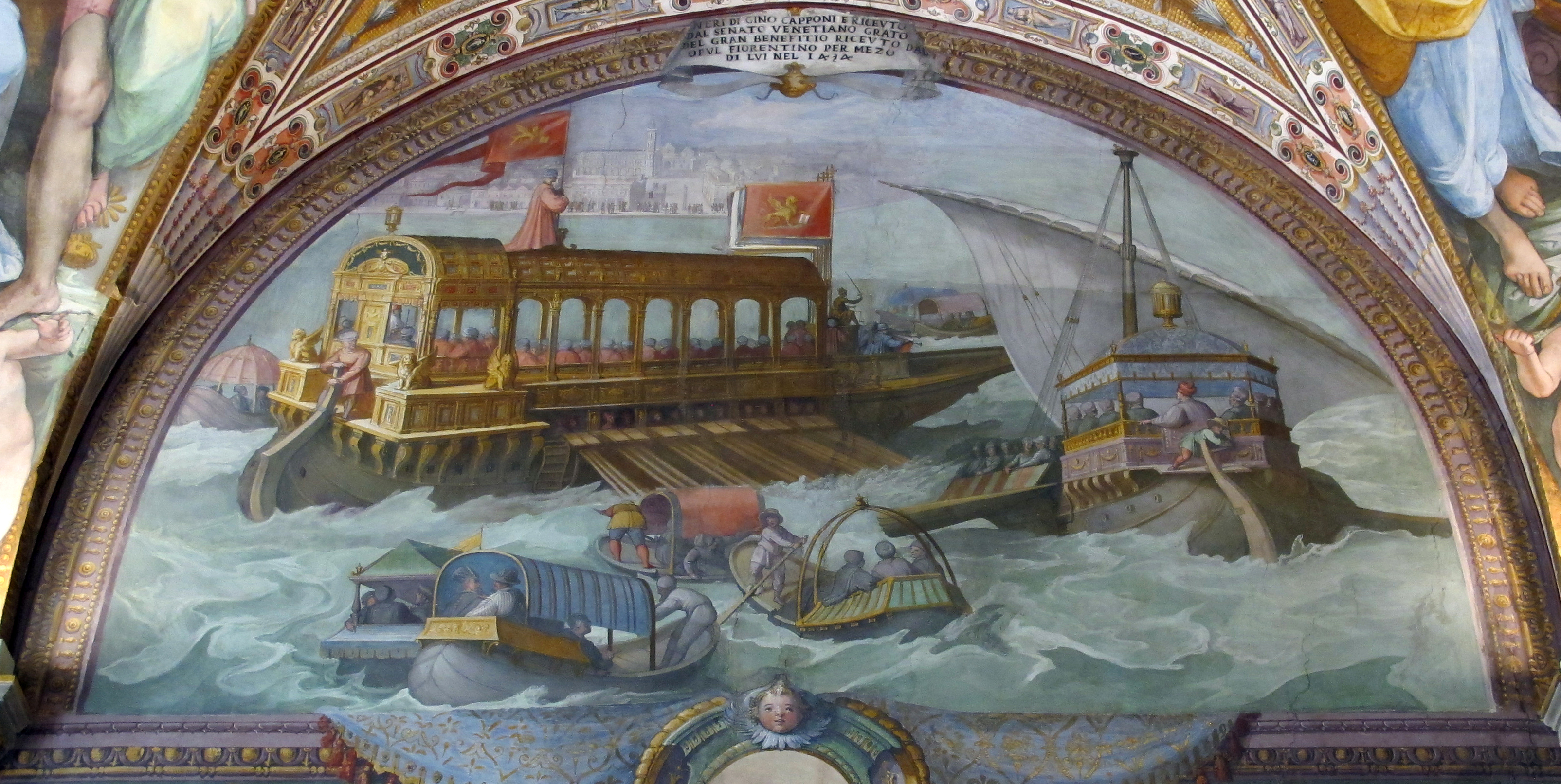
Empfang im Jahr 1434 in Venedig, Teil einer Freskenserie von Bernardino Poccetti im Palazzo Capponi von 1585, hier der Bucintoro

Zunächst holte der Bucintoro die Dogaressa vom Palast ihres Schwagers ab, des Girolamo Priuli, der bei San Barnaba lag. Dazu wurde ein Dock angelegt, ausgeschmückt mit Gold- und Seidenstoffen. Zilia, in einen goldenen Mangel gekleidet, wurde von einer Delegation von Dogenräten und Senatoren auf das Staatsschiff geleitet. Dort setzte sie sich auf den Dogenstuhl, umgeben von 250 Frauen, sowohl Patrizierinnen, als auch Cittadine, die in Seide und weißen Damast gekleidet waren. Unter Salutschüssen zahlreicher Schiffe passierte der Bucintoro den Canal Grande, wo die Teilnehmer an der Piazzetta ein Triumphbogen erwartete, den die vermögende Schlachtergilde gestiftet hatte. Auf dem Markusplatz fand bereits eine Prozession statt. Zilia selbst zog, nachdem der Bucintoro als letztes Schiff angelegt hatte, gemeinsam mit der Dogenfamilie und den männlichen Honoratioren, sowie ihrem Bruder und Schwager, zur Krönung in den Markusdom ein. Dieser folgte ein Defilee der Zünfte mir ihren feinsten Produkten, dann ein Festmahl im Saal des Großen Rates im Dogenpalast. Noch nie gesehen war eine Pyramide im Innenhof des Dogenpalasts, dazu ein Feuerwerk unter einem Amor, der auf einer Weltkugel stand – und immer wieder Musik. Mit dieser Feierlichkeit gelang es, den Dogen einerseits als Fürsten herauszustellen, mit der Dogaressa, die die Erbfolge, jedoch nur innerhalb der Familie sicherte, keinesfalls des Dogenamtes. Andererseits wurde die für ihre Zeit schwer vorstellbar reiche Stadt mit ihren Erfolgen zur Schau gestellt, in der eine nicht-monarchische Staatsvorstellung dominierte, mit einer ungewöhnlichen Verfassung. Demzufolge durften ausländische Botschafter und Gesandte zwar der Zeremonie beiwohnen, doch spielten sie darin keinerlei eigenständige Rolle.
Vielfach wurden anlässlich solcher aufwändigen Feierlichkeiten Gesandtschaften ausgestattet, Oratoren an die Höfe geschickt, Gemälde und Druckwerke geschaffen, um den Ruhm der Republik Venedig bekannt zu machen. Der einzige Druck, der sich der Zeremonie widmete, entstand jedoch erst anlässlich einer weiteren Dogaressenkrönung vier Jahrzehnte später. Es handelt sich um Gregorio Marcellos Ordine et progresso del trionfo fatto l’anno MDLVV alli 19 Settembrio, per l’Incoronatione della Serenissima Dogaressa Priola, Venezia. Dieses Werk diente allerdings weniger der Darstellung der Zeremonie und der jeweiligen öffentlich sichtbaren Rolle gesellschaftlich relevanter Gruppen, sondern vornehmlich der Darstellung der Beziehungsgeflechte der Herrenschicht innerhalb und außerhalb der Stadt. Von Bedeutung waren für den Verfasser vor allem die innerpatrizischen Rangverhältnisse. Daher erscheint das Patronatsverhältnis der Dogaressa  zu den Zünften gar nicht.
Als Witwe erhielt Zilia Dandolo eine außergewöhnliche staatliche Ausstattung, so etwa eine eigene Gondel sowie Sänftenträger. Für sie wurde ein eigener Hofstaat unterhalten, auch trug sie Staatsgewänder und sie trug den Titel einer Fürstin (Principessa).

## Tod, Darstellungen
Im sogenannten Ceremoniale, das 1593 auf Anordnung des Rates der Zehn durch den Sekretär Paolo Rena angefertigt wurde, und das die Wege der feierlichen Staatsrepräsentation aufzeigen sollte, befinden sich auch Beschreibungen der feierlichen Einzüge von Dogaresse, wobei vier Miniaturen in Band 1 eingefügt wurden. Diese drei Abbildungen stellen besagten Einzug, die Witwenschaft und das Totenkleid von drei Dogaresse dar. Diese waren Zilia Dandolo Priuli, Loredana Marcello Mocenigo und Cecilia Contarini Venier, und damit drei der vier Dogaresse des 16. Jahrhunderts. Damit wird ihre überaus herausgehobene Stellung im staatlich-öffentlichen Ritual deutlich.
Die Dogaressa wurde feierlich in der Kirche San Zanipolo beigesetzt, der Grabstätte zahlreicher Dogen. Später wurde sie nach Sant’Alvise umgebettet, wo ihre Tochter Adriana Nonne war.